# 格奥尔格·巴泽利茨

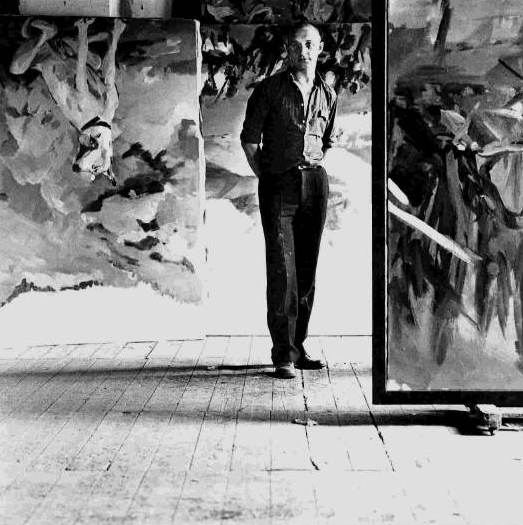
洛萨·沃勒摄

格奥尔格·巴泽利茨（德語：Georg Baselitz，1938年1月23日—），或译乔治·巴塞利兹，是一名德国艺术家，以其现代主义艺术出名。自2013年开始，他与妻子定居奥地利萨尔茨堡，并在2015年获得奥地利国籍。

## 生平
他出生于德国卡门茨，并在那里长大，1956年前往东柏林学习艺术，师从沃尔特·沃马克等人，1957年进入西柏林的柏林艺术大学学习。1961年，他师从汉·特里尔学习塔希主义和无形式艺术。